# Juanito Díaz
Juan Díaz Sánchez (6 de octubre de 1948-3 de abril de 2013), más conocido como Juanito Díaz o Juan, El Vieja, fue un futbolista español que jugaba en la demarcación de extremo.

## Trayectoria
Juanito debutó como jugador de fútbol profesional en 1971 con el club de su ciudad natal el C. D. Tenerife a los veintitrés años. Jugó durante ocho meses, hasta que fue traspasado al F. C. Barcelona el 1 de febrero de 1972. Debutó con el club el 19 de marzo al cubrir la baja de Carles Rexach. Jugó en el club catalán durante tres temporadas en las que llegó a ganar una Liga en la campaña 1973/74, en la que jugó además la final de la Copa del Rey, con un resultado de 4-0 favorable al Real Madrid. En 1975 fue fichado por el Hércules C. F. en el mercado de invierno, y tras una temporada y media fue traspasado a la U. D. Salamanca, equipo en el que jugó cinco temporadas. Posteriormente regresó al Tenerife una última vez antes de retirarse en 1983 en el C. D. Mensajero.

## Muerte
Juan Díaz Sánchez falleció el 3 de abril de 2013 a la edad de sesenta y cuatro años.

## Clubes
| Club            | País   | Año       | Partidos | Goles |
| --------------- | ------ | --------- | -------- | ----- |
| C. D. Tenerife  | España | 1968-1972 | 24       | 4     |
| F. C. Barcelona | España | 1972-1975 | 53       | 7     |
| Hércules C. F.  | España | 1975-1976 | 30       | 3     |
| U. D. Salamanca | España | 1976-1981 | 114      | 25    |
| C. D. Tenerife  | España | 1981-1982 | 4        | 0     |
| C. D. Mensajero | España | 1982-1983 |          |       |

## Palmarés

### Campeonatos nacionales
| Título                     | Club            | País   | Año  |
| -------------------------- | --------------- | ------ | ---- |
| Primera División de España | F. C. Barcelona | España | 1974 |